# 福原 (神戸市)

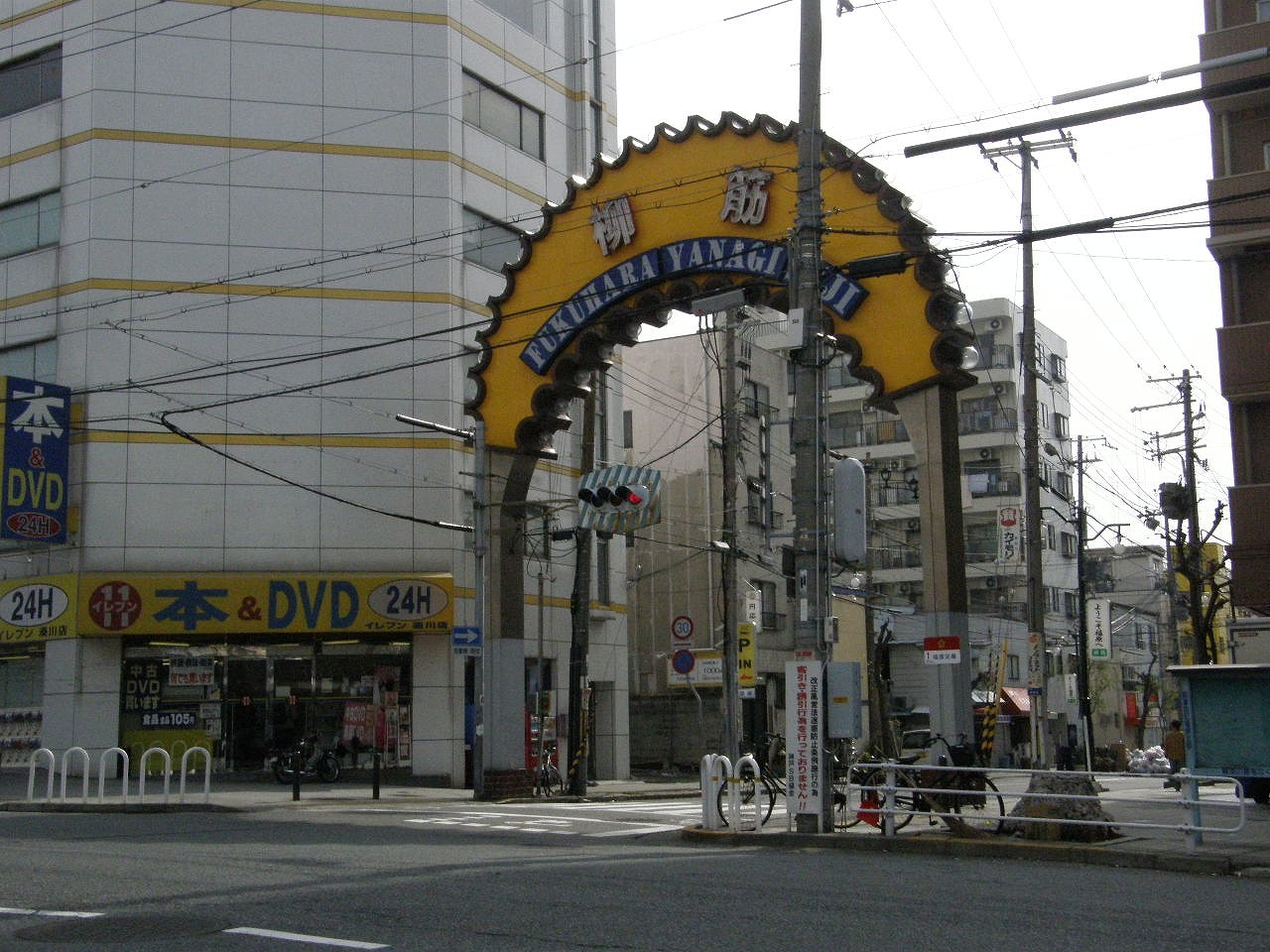
ソープランドが密集する福原柳筋。

福原（ふくはら/ふくわら）は、古くは平清盛を中心とした平氏政権の福原京で知られる地名である。平安時代には現在の兵庫県神戸市兵庫区荒田町・平野町から神戸市中央区中山手通にかけての地域を中心として福原荘が存在し、荘園の中に福原京が置かれていた。平氏の滅亡後、荘園は鎌倉幕府が没収した。
現在は兵庫県神戸市兵庫区福原町（ふくわらちょう）という地名があるが、福原町は明治以降に付けられた地名で福原京とは直接の関係はない。福原遊廓は東京の新吉原、京都の島原とともに「さんばら」「三ハラ」と並び称され、遊廓の廃止後はソープランドなどの風俗店が密集する風俗街として有名になる。
この項目では、後者の福原町について記述する。尚、町名の正式な読みは「ふくわらちょう」だが、主に風俗街を指して専ら「ふくはら」と通称される。

## 歴史

### 福原遊廓の成立
1858年（安政5年）に日米修好通商条約が締結された後、兵庫の市街地と神戸の外国人居留地周辺の有力者たちは現地に劇場や遊廓を設置しようと、相次いで許可を求めた。そして1868年（慶応4年）2月19日、明治政府から遊廓の設置が許可される。遊廓の位置は居留地と兵庫の街区の双方から外れた地点にある宇治川の河口付近右岸（宇治川尻、現・中央区東川崎町1-7丁目、ハーバーランドに相当する地域）に定められ、同年3月1日に工事が開始された。
1868年5月（もしくは11/12月）に遊廓は開業し、福原京にちなんで福原遊廓と命名された。開業後に新たな妓楼が増築され、東京の新吉原同様に事務所が設置されて廓内の整備が進められる。1870年（明治3年）6月に大阪・神戸間を結ぶ鉄道敷設に伴い、駅舎（神戸駅）の用地として指定された地区には福原遊廓が含まれていたため、1871年（明治4年）5月に全ての妓楼が兵庫相生町内の旧湊川堤防東側の荒地に移転し「福原郭」（「福原廓」）と命名された。当初新福原と称していたが、やがて福原町と呼ばれるようになっていった。
移転当時の新福原には、40軒の妓楼が存在していた。1872年（明治5年）に芸娼妓解放令が出された時には新福原も陰りを見せたが、翌年に「貸座敷」としての営業が認められ、遊廓は存続する。1873年（明治6年）、県は私娼を駆逐するために兵庫・神戸における妓楼（貸座敷）の営業制限を撤廃し、市街地での貸座敷の営業の自由を認める「散娼」政策を実施する。三宮、栄町、元町などには多くの妓楼が現れ、客が流出した新福原の貸座敷は7軒にまで減少した。その後、貸席（貸座敷）・娼妓・芸妓の営業に規制が加えられ、県は「散娼」政策を一か所に娼妓を集める「集娼」に転換する。1878年（明治11年）に新規の貸席（貸座敷）の開業は福原に限定され、市街地の貸席・娼妓は福原に集められた。1896年（明治29年）の台風で湊川が決壊したとき、福原も被害を受けた。
1897年（明治30年）当時の福原は106軒の貸席、913人の娼妓を抱えていた。さらに廓内と周辺には多くの飲食店や喫茶店が建ち並び、隣接する湊川新開地と共に一大歓楽街を形成した。福原は近隣の花隈と共に花街として繁栄し、一方で江戸時代からの花街である柳原（兵庫駅南）は衰退していく。
1906年（明治39年）の火事で廓の半分が焼失したものの好景気の影響を受けて栄え続け、1920年（大正9年）には約2,200人の芸娼妓が遊廓に身を置いていた。
昭和初期には妓楼に洋風の建築様式、ネオンサインが取り入れられるようになった。1930年（昭和5年）の『全国遊郭案内』には、当時の福原は95軒の妓楼に1,320人の娼妓がいたことが記されている。1932年（昭和7年）に神戸又新日報が実施した観光名所の人気投票「大神戸新八景」では、花街の部門で福原が一位に選出される。第二次世界大戦によって町は破壊を被るが、戦後いち早く復興して活況を取り戻した。1955年発行の『全国女性街ガイド』には福原に431人の娼妓が所属していたこと、各地の赤線地帯の中でも衛生状態が悪い事が述べられている。

### 売春防止法施行後
1958年に売春防止法が施行された後、ここ福原の遊廓は全て廃業し、トルコ風呂が並ぶ地区へと変化する。トルコ共和国の抗議によってトルコ風呂の名称がソープランドに改められた後の福原はソープランド、ピンクサロンなどの施設が密集する地区となっている。1987年に福原のソープ嬢の中からエイズの感染者が現れたとの噂が流れた。噂のため、福原のソープランドへの客足は一時的に遠のいた。
地区に多く並ぶ風俗店に混じり、民家や寺が点在している。地区内のソープランドの価格帯は幅広いが価格の安い大衆店に客が集まる傾向があり、サービスに従事する女性の年齢は他のソープ街に比べて若い。また、特殊浴場協会の役員には、徳之島出身者が多い。
昭和30年代末から昭和40年代にかけて、福原では「浮世風呂」と呼ばれる独自の風俗店が営業していた。浮世風呂の建物はかつての赤線時代のものを改築して再使用されたが多く、畳敷き・小さい風呂付の部屋でサービスが行われていた。トルコ風呂と異なり、浮世風呂は風俗営業の認可を受けていなかったためにたびたび取り締まりの対象となった。やがて本格的なソープランドが福原に広まり、非合法かつ古めかしい浮世風呂は淘汰されていった。

## 金刀比羅宮
町を南北に走る桜筋の北辺に金刀比羅宮の神戸分社が置かれている。1882年に遊廓の繁栄を祈願し、かつて妙見堂があった場所に金刀比羅宮が建立された。神社には潜水艦の写真が多く奉納されており、湊川には神社の名前に由来する琴平橋が架かっていた。

## 沿革
- 1868年（明治元年） - 福原遊廓の開業、兵庫津に区画。
- 1872年（明治5年） - 湊川東岸に移転し「福原町」起立。
- 1879年（明治12年） - 神戸区に区画。
- 1889年（明治22年） - 神戸市に区画。
- 1931年（昭和6年） - 神戸市湊東区に編入。
- 1945年（昭和20年） - 区の再編に伴い、神戸市兵庫区に編入。

## 交通
- 阪神・阪急 - 高速神戸駅
- 阪神・阪急・神戸電鉄神戸高速線 - 新開地駅
- 神戸市営地下鉄西神・山手線 - 湊川公園駅
- 神戸電鉄有馬線・神戸高速線 - 湊川駅

## 周辺
- 新開地
- 兵庫区役所
- 兵庫公会堂
- 兵庫警察署
- 兵庫消防署
- 荒田公園
- 湊川公園
- 神戸市立会下山小学校
- 兵庫郵便局